# Kasper Thygesen
Kasper Thygesen (* 10. August 1980) ist ein dänischer Poolbillardspieler.

## Karriere
Im April 1999 gewann Kasper Thygesen mit dem dritten Platz bei den German Open erstmals eine Medaille bei einem Euro-Tour-Turnier. Bei den German Open 2002 wurde er erneut Dritter. Im März 2004 gewann Thygesen bei der Europameisterschaft die Bronzemedaille im 8-Ball. Bei der EM 2009 erreichte Thygesen das Sechzehntelfinale im 9-Ball, 2010 gelang ihm im 14/1 endlos der Einzug in die Runde der letzten 32.
Thygesen war bislang 16-mal dänischer Meister.
2010 war er Teil der dänischen Mannschaft, die bei der Team-Weltmeisterschaft das Achtelfinale erreichte.